# Centrum (stadsdelsnämndsområde)
Centrum var ett stadsdelsnämndsområde i Göteborgs kommun. Vid omorganisationen av stadsdelsnämnderna den 1 januari 2011 förblev stadsdelsnämndsområdet oförändrat. Det avvecklades, tillsammans med övriga stadsdelsnämndsområden, den 1 januari 2021.
Centrum stadsdelsnämndsområde omfattade primärområdena 110 Krokslätt, 111 Johanneberg, 112 Landala, 113 Guldheden, 114 Lorensberg, 115 Vasastaden, 116 Inom Vallgraven, 117 Stampen och 118 Heden.
Nyckeltalen redovisar statistik som beskriver Göteborg och dess 96 delområden, primärområden, per den 31 december och kan användas för att jämföra de olika områdena. Nedan redovisas uppgifter för primärområdet och jämförelse görs mot uppgifterna för hela kommunen.
|                                 | Centrum    | Hela Göteborg |
| ------------------------------- | ---------- | ------------- |
| Folkmängd                       | 59 913     | 541 145       |
| Andel födda i utlandet          | 17,6 %     | 24,0 %        |
| Medelinkomst                    | 285 400 kr | 269 400 kr    |
| Arbetslöshet                    | 3,7 %      | 6,6 %         |
| Andel bostäder byggda 1971–1980 | 8,9 %      |               |
| Andel bostäder i allmännyttan   | 21,8 %     | 26,9 %        |

| Befolkningsutvecklingen i stadsdelsnämndsområdet 1990–2008 | Befolkningsutvecklingen i stadsdelsnämndsområdet 1990–2008 | Befolkningsutvecklingen i stadsdelsnämndsområdet 1990–2008 | Befolkningsutvecklingen i stadsdelsnämndsområdet 1990–2008 | Befolkningsutvecklingen i stadsdelsnämndsområdet 1990–2008 |
| ---------------------------------------------------------- | ---------------------------------------------------------- | ---------------------------------------------------------- | ---------------------------------------------------------- | ---------------------------------------------------------- |
|                                                            |                                                            |                                                            |                                                            |                                                            |
| År                                                         |                                                            |                                                            | Invånare                                                   |                                                            |
| 1990                                                       | 1990                                                       |                                                            | 42 686                                                     | 42 686                                                     |
| 1995                                                       | 1995                                                       |                                                            | 48 220                                                     | 48 220                                                     |
| 2000                                                       | 2000                                                       |                                                            | 50 661                                                     | 50 661                                                     |
| 2005                                                       | 2005                                                       |                                                            | 53 288                                                     | 53 288                                                     |
| 2006                                                       | 2006                                                       |                                                            | 53 759                                                     | 53 759                                                     |
| 2007                                                       | 2007                                                       |                                                            | 54 125                                                     | 54 125                                                     |
| 2008                                                       | 2008                                                       |                                                            | 54 963                                                     | 54 963                                                     |
| 2010                                                       | 2010                                                       |                                                            | 57 065                                                     | 57 065                                                     |
| 2012                                                       | 2012                                                       |                                                            | 58 760                                                     | 58 760                                                     |
| 2013                                                       | 2013                                                       |                                                            | 59 071                                                     | 59 071                                                     |
| Källa: Statistisk Årsbok Göteborg 2010 och 2015            |                                                            |                                                            |                                                            |                                                            |